# Viverone
Viverone (piemontiul: Vivron) település Olaszországban, Piemont régióban, Biella megyében. Lakosainak száma 1357 fő (2023. január 1.). Viverone Alice Castello, Azeglio, Piverone, Roppolo, Zimone és Borgo d’Ale községekkel határos.

## Népesség
A település lakossága az elmúlt években az alábbi módon változott:
| Lakosok száma | 1431 | 1406 | 1357 |
|               | 2017 | 2018 | 2023 |